# Queens of the Stone Age
Queens of the Stone Age (QOTSA lub Queens) – amerykański zespół rockowy, sformowany w 1997 roku przez Josha Homme po rozpadzie grupy Kyuss.
Grupa początkowo grała muzykę zbliżoną do stoner rocka, następnie muzycznie ewoluując w odrębny styl, oparty na muzyce z lat 70. i 80. XX wieku, dokonaniach Black Sabbath oraz współczesnej muzyki alternatywnej.
Początkowo trzonem zespołu był gitarzysta i wokalista Joshua Homme oraz basista i wokalista Nick Oliveri – grający wcześniej razem w pierwszym składzie Kyuss (Oliveri odszedł w 2004). Inni instrumentaliści zmieniali się w zespole dość często. Z QotSA grali m.in. Dave Grohl (perkusja; ex-Nirvana, Foo Fighters) czy Troy van Leeuwen (gitara, gitara basowa; ENEMY, ex-A Perfect Circle, ex-Failure).
W 2004 z powodu notorycznego destrukcyjnego i agresywnego zachowania Oliveri został wyrzucony z zespołu. Obecnie kontynuuje działalność swojego, istniejącego od 1997, punkowo-metalowego projektu Mondo Generator, po kilkuletniej przerwie powrócił również do istniejącego od końca lat 80. punkowego zespołu The Dwarves, którego był współzałożycielem (występuje w nim pod pseudonimem "Rex Everything"). Występuje też solowo.

## Muzycy

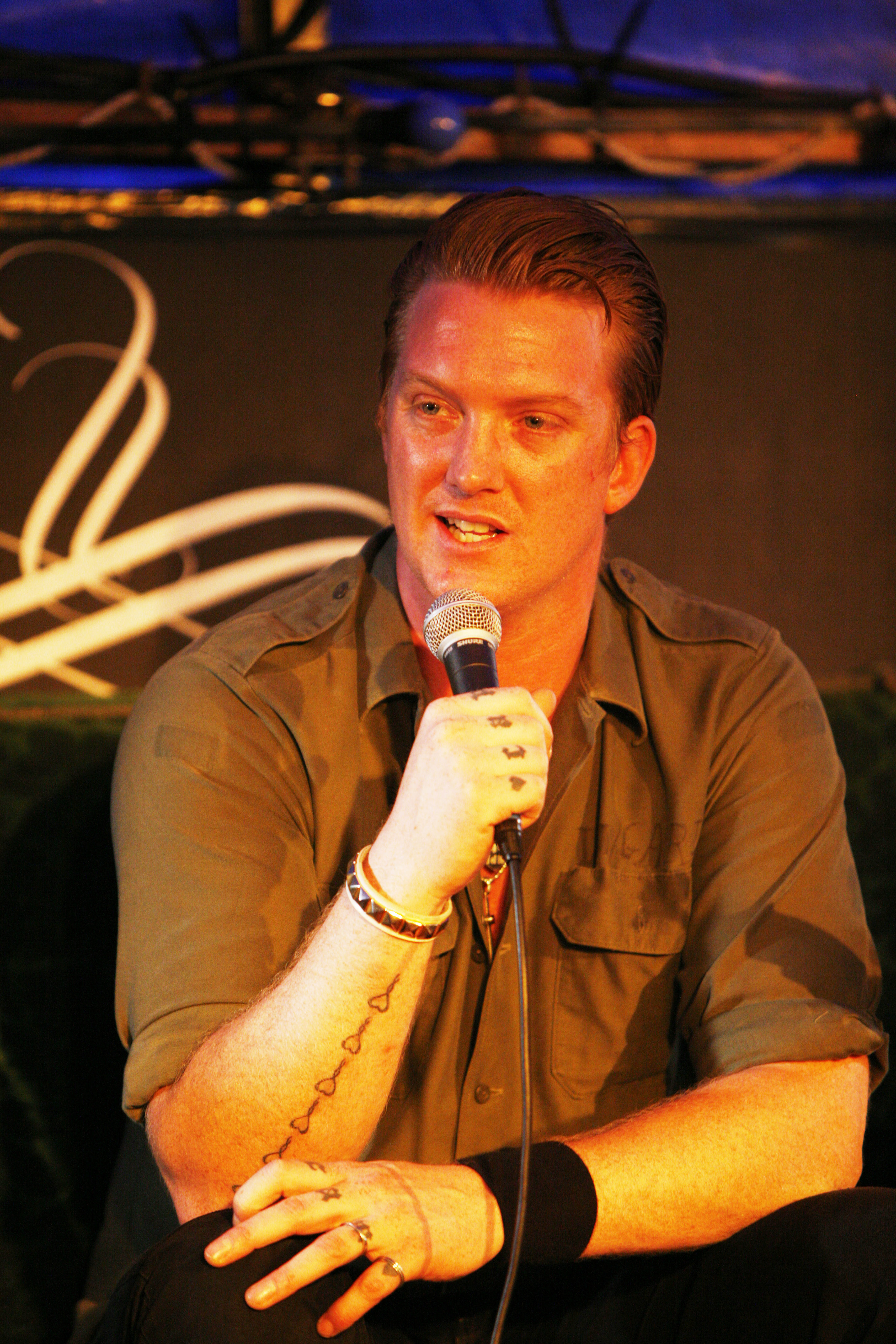
Josh Homme

### Obecni członkowie
- Joshua Homme – śpiew, gitara, gitara basowa (1997–)
- Troy van Leeuwen – gitara, gitara hawajska, instrumenty klawiszowe, śpiew (2002–)
- Jon Theodore – perkusja (2013-)
- Dean Fertita – gitara, instrumenty klawiszowe, śpiew, instrumenty perkusyjne (2007–)
- Michael Shuman – gitara basowa, śpiew (2007–)

### Byli członkowie
- Brendon McNichol – gitara, gitara hawajska, instrumenty klawiszowe (2000–2002)
- Dave Catching – gitara, gitara hawajska, instrumenty klawiszowe (1998–2000)
- Mario Lalli – gitara, gitara hawajska, instrumenty klawiszowe (1999)
- John McBain – gitara, śpiew (1997–1998)
- Nick Oliveri  – gitara basowa, śpiew (1998–2004)
- Mike Johnson – gitara basowa (1998)
- Dave Grohl – perkusja (2002, 2012-2013)
- Joey Castillo – perkusja (2002-2012)
- Gene Trautmann – perkusja (1999–2002)
- Alfredo Hernandez – perkusja (1998–1999)
- Matt Cameron – perkusja (1997)
- Mark Lanegan – śpiew
- John Garcia – śpiew
- Pete Stahl – śpiew
- Alain Johannes – gitara, gitara basowa (2005-2006)
- Natasha Shneider – keyboard, chórki (2005-2006)

## Dyskografia

### Albumy studyjne
| 1998                           | Queens of the Stone Age - Data: 22 września 1998 - Wydawca: Loosegroove, Roadrunner | 122 | 34 | 75 | 138 | 25 | 99 | 32 | —  | 80 | 48 | — | —  | - UK: srebro                                                           |
| 2000                           | Rated R - Data: 6 czerwca 2000 - Wydawca: Interscope                                | 106 | 63 | —  | 143 | 72 | 89 | —  | 35 | —  | 54 | — | —  | - AUS: złoto - UK: złoto                                               |
| 2002                           | Songs for the Deaf - Data: 27 sierpnia 2002 - Wydawca: Interscope                   | 17  | 7  | 19 | 12  | 9  | 32 | 12 | 2  | 20 | 4  | — | —  | - US: złoto - NOR: platyna - CAN: platyna - AUS: platyna - UK: platyna |
| 2005                           | Lullabies to Paralyze - Data: 22 marca 2005 - Wydawca: Rekords, Interscope          | 5   | 2  | 5  | 10  | 8  | 1  | 4  | 1  | 4  | 4  | 5 | 29 | - CAN: złoto - AUS: złoto - UK: złoto                                  |
| 2007                           | Era Vulgaris - Data: 12 czerwca 2007 - Wydawca: Rekords, Interscope                 | 14  | 4  | 4  | 22  | 5  | 2  | 7  | 5  | 4  | 7  | 5 | —  | - CAN: złoto - UK: złoto                                               |
| 2013                           | ...Like Clockwork - Data: 3 czerwca 2013 - Wydawca: Matador                         | 1   | 1  | 3  | 8   | 7  | 1  | 3  | 2  | 2  | 2  | 2 | 13 | - AUS: złoto - UK: złoto - POL: złoto                                  |
| 2017                           | Villains - Data: 25 sierpnia 2017 - Wydawca: Matador                                | 3   | 1  | 2  | 4   | 2  | 2  | 1  | 2  | 1  | 1  | 1 | 6  |                                                                        |
| 2023                           | In Times New Roman... - Data: 16 czerwca 2023 - Wydawca: Matador                    |     |    |    |     |    |    |    |    |    |    |   |    |                                                                        |
| "—" pozycja nie była notowana. |                                                                                     |     |    |    |     |    |    |    |    |    |    |   |    |                                                                        |

### Albumy koncertowe
| 2005                           | Over the Years and Through the Woods - Data: 22 listopada 2005 - Wydawca: Interscope | 186 | 100 |
| 2013                           | iTunes Festival: London 2013 – EP - Data: 9 października 2013 - Wydawca: Matador     | —   | —   |
| 2013                           | ...Like Cologne - Data: 19 listopada 2013 - Wydawca: wydanie własne                  | —   | —   |
| "—" pozycja nie była notowana. |                                                                                      |     |     |

### Minialbumy
| Rok  | Tytuł                                                                      |
| ---- | -------------------------------------------------------------------------- |
| 1996 | Gamma Ray - Data: styczeń 1996 - Wydawca: Man's Ruin                       |
| 1997 | Kyuss/Queens of the Stone Age - Data: 9 grudnia 1997 - Wydawca: Man's Ruin |
| 1998 | The Split CD - Data: 1 kwietnia 1998 - Wydawca: Man's Ruin                 |
| 2004 | Stone Age Complication - Data: 4 października 2004 - Wydawca: Interscope   |

## Teledyski
| Rok  | Utwór                              | Reżyseria                   |
| ---- | ---------------------------------- | --------------------------- |
| 2000 | "The Lost Art of Keeping a Secret" | John Pirozzi                |
| 2000 | "Monsters in the Parasol"          | Bob Stevenson               |
| 2002 | "No One Knows"                     | Dean Karr                   |
| 2003 | "Go with the Flow"                 | Shynola                     |
| 2005 | "Little Sister"                    | Nathan Cox & Josh Homme     |
| 2005 | "Someone's in the Wolf"            | Chapman Baehler             |
| 2005 | "In My Head"                       | Associates in Science       |
| 2006 | "Burn the Witch"                   | Chapman Baehler             |
| 2007 | "Sick, Sick, Sick"                 | Brett Simon                 |
| 2007 | "3's & 7's"                        | Paul Minor                  |
| 2007 | "Make It wit Chu"                  | Rio Hackford & Raub Shapiro |
| 2008 | "I'm Designer"                     | Liam Lynch                  |
| 2013 | "I Appear Missing"                 | Boneface, Liam Brazier      |
| 2013 | "Kalopsia"                         | Boneface, Liam Brazier      |
| 2013 | "Keep Your Eyes Peeled"            | Boneface, Liam Brazier      |
| 2013 | "If I Had a Tail"                  | Boneface, Liam Brazier      |
| 2013 | "My God Is the Sun"                | Boneface, Liam Brazier      |
| 2013 | "The Vampyre of Time and Memory"   | Kii Arens, Jason Trucco     |
| 2014 | "Smooth Sailing"                   | Hiro Murai                  |
| 2017 | "The Way You Used to Do"           | Jonas Åkerlund              |

## Nagrody i wyróżnienia
- 2003 Grammy Awards – Best Hard Rock Performance – "No One Knows" (nominacja)
- 2004 Grammy Awards – Best Hard Rock Performance – "Go With the Flow" (nominacja)
- 2006 Grammy Awards – Best Hard Rock Performance – "Little Sister" (nominacja)
- 2008 Grammy Awards – Best Hard Rock Performance – "Sick, Sick, Sick" (nominacja)